# Едгартаун
Едгартаун е град в САЩ, административен център на окръг Дюкс, щата Масачузетс. Населението на града е 3779 души (2010). Едгартаун е разположен на остров Мартас Вайнярд и е най-големият град в целия окръг Дюкс.

## Известни личности
Починали в Едгартаун
- Рут Гордън (1896 – 1985), актриса
- Патриша Нийл (1926 – 2010), актриса